# Копытцева, Майя Кузьминична
Копытцева Майя Кузьминична (15 мая 1924, Гагра, Абхазия, СССР — 6 июня 2005, Санкт-Петербург, Россия) — советский и российский живописец, Заслуженный художник Российской Федерации, член Санкт-Петербургского Союза художников (до 1992 года — Ленинградской организации Союза художников РСФСР).

## Биография
Майя Кузьминична Копытцева родилась 15 мая 1924 года в Гагра, Абхазия. В 1926 вместе с родителями переехала в Ленинград. В 1938—1941 годах занималась в изостудии Дворца пионеров у известных педагогов Константина Александровича Кордобовского и Соломона Давыдовича Левина. В 1941 была принята в Среднюю художественную школу при Всероссийской Академии художеств. Занималась У Л. С. Шолохова, Л. Ф. Овсянникова, А. А. Трошичева, С. Г. Невельштейна, Михаила Кудрявцева. В феврале 1942 года вместе с учащимися художественной школы была эвакуирована из блокадного Ленинграда в Самарканд, откуда возвратилась летом 1944 года.
В 1945 году окончила среднюю художественную школу и была принята на архитектурный факультет Ленинградского института живописи, скульптуры и архитектуры имени И. Е. Репина, с которого в начале 1946 перевелась на факультет живописи. Занималась у Бориса Фогеля, Леонида Овсянникова, Александра Починкова, Наума Маханика, Марты Голубевой, Софьи Коровкевич, Михаила Бернштейна, Лии Островой, Александра Деблера, Александра Зайцева, Бориса Иогансона. В 1947 вышла замуж за однокурсника художника Анатолия Левитина. Сыновья Андрей (род. 1947) и Дмитрий (род. 1950) впоследствии также окончили института живописи, скульптуры и архитектуры имени И. Е. Репина и стали живописцами.
В 1951 Копытцева окончила институт по мастерской Бориса Иогансона с присвоением квалификации художника живописи. Дипломная работа — жанровая картина «Перед экзаменами». В одном выпуске с ней институт окончили Анатолий Левитин, Иван Андреев, Николай Баскаков, Алексей Еремин, Михаил Канеев, Вячеслав Фёдоров, Николай Овчинников, Авенир Пархоменко, Валентин Печатин, Эрих Ребане, Арсений Семенов, Игорь Скоробогатов, Михаил Труфанов, Борис Угаров, Борис Федоров, ставшие впоследствии известными живописцами.
С 1951 года участвовала в выставках, экспонируя свои работы вместе с произведениями ведущих мастеров изобразительного искусства Ленинграда. Писала натюрморты, пейзажи, портреты, жанровые композиции. В 1954 была принята в Ленинградский Союз художников. Начиная с 1953 каждое лето жила и работала на Академической даче, в деревне Малый Городок, где были написаны многие её лучшие произведения. Автор картин «Березки», «Облачный день» (1953), «На купальне» (1954), «Цветы на окне» (1955), «Апрель», «Октябрь», «Портрет М. Дрейфельд» (все 1956), «Ожидание» (1957), «Посуда на зелёной скатерти» (1958), «Картошка. Натюрморт», «Чайный стол», «Осенняя черёмуха» (все 1959), «Трое» (1960), «Натюрморт с хурмой», «Яблоня цветет» (обе 1961), «Гости ушли», «Яблоки и груши», «Подснежники» (все 1962), «Яблоки и гранаты», «Маки и апельсины», «Натюрморт с графином» (все 1964), «Натюрморт с синей посудой» (1965), «Дождь пошел», «Купание» (обе 1967), «Полуденное солнце» (1968), «Яблоки», «Рабочий стол» (обе 1971), «Август», «Летние игры», «Натюрморт с бананами» (все 1975), «Спортивное лето», «Ветка вишни» (обе 1976), «Сашенька», «Синяя посуда» (обе 1977), «Ландыши», «Осенний сад» (обе 1978), «Летняя стройка», «Натюрморт на розовой скатерти» (обе 1980), «Сирень цветет» (1981), «Утро» (1982), «Букет» (1988), «Вечернее солнце» (1991), «Сирень» (1997), «Фиалки на сером» (2001), «Антоновка в тазу» (2004).
Наиболее успешно и разнообразно работала в жанре натюрморта. Живописные задачи менялись от фиксации непосредственных ощущений к образной передаче материальности предметного мира. Талантливый колорист, тонко подмечавшая красоту и поэзию обыденных вещей и явлений. Многолетняя дружба и творческое общение связывали Копытцеву с ленинградскими художниками Вячеславом Загонеком, Метой Дрейфельд, Николаем Позднеевым, Ириной Балдиной, Анатолием Васильевым, Юрием Тулиным, а также московскими живописцами Сергеем Ткачевым и Алексеем Ткачевым, Владимиром Гавриловым, Юрием Кугачом, Валентином Сидоровым, Порфирием Крыловым, Георгием Нисским, Алексеем Грицаем, Лидией Бродской, Федором Решетниковым. Друзья ценили в М. Копытцевой не только незаурядный талант живописца, но и независимый, прямой характер, острый ум и образный язык, безразличие к любому чинопочитанию. Вот маленький пример. В 1951 году, заполняя анкету отдела кадров для приёма в Союз художником, в графе «Какими иностранными языками владеете» М. Копытцева написала: «Французским, плохо. И с каждым годом всё хуже».
В 1989—1992 годах работы М. К. Копытцевой с успехом были представлены на выставках и аукционах русской живописи L' Ecole de Leningrad во Франции. В 1997 году Копытцева была удостоена почётного звания Заслуженный художник Российской Федерации.
Скончалась 6 июня 2005 года в Санкт-Петербурге на 82-м году жизни от рака щитовидной железы. Похоронена на деревенском кладбище вблизи от посёлка Серебряники на Академической даче.

## Музейные коллекции
Произведения М. К. Копытцевой находятся в Государственном Русском музее, в музеях и частных собраниях в России, Франции, США, Италии и других странах. Известны живописные и графические портреты М. Копытцевой, исполненные в разные годы ленинградскими и московскими художниками, в том числе В. Шестаковой (1971), А. Левитиным (1947, 1954, 1956, 1958, 1965, 1985), К. Казанчаном (1970), Д. Левитиным (2000).

## Выставки
- 1951 год (Ленинград): Выставка дипломных работ выпускников института имени И. Е. Репина 1951 года.
- 1952 год (Ленинград): Выставка произведений ленинградских художников 1952 года.
- 1954 год (Ленинград): Весенняя выставка произведений ленинградских художников 1954 года.
- 1954 год (Ленинград): Выставка произведений ленинградских художников 1954 года в Государственном Русском музее.
- 1955 год (Ленинград): Весенняя выставка произведений ленинградских художников 1955 года.
- 1956 год (Ленинград): Осенняя выставка произведений ленинградских художников 1956 года.
- 1957 год (Ленинград): 1917 - 1957. Юбилейная выставка произведений ленинградских художников, посвящённая 40-летию Великой Октябрьской социалистической революции.
- 1957 год (Мурманск): Передвижная выставка произведений ленинградских художников 1957 года.
- 1957 год (Москва): Всесоюзная художественная выставка, посвящённая 40-летию Великой Октябрьской социалистической революции.
- 1960 год (Ленинград): Выставка произведений художников – женщин Ленинграда в ознаменование 50-летия Международного женского дня 8 Марта.
- 1960 год (Ленинград): Выставка произведений ленинградских художников в Государственном Русском музее.
- 1960 год (Москва): Советская Россия. Республиканская художественная выставка 1960 года.
- 1961 год (Ленинград): Выставка произведений ленинградских художников 1961 года.
- 1962 год (Ленинград): Осенняя выставка произведений ленинградских художников 1962 года.
- 1964 год (Ленинград): Ленинград. Зональная выставка.
- 1965 год (Ленинград): Весенняя выставка произведений ленинградских художников 1965 года.
- 1969 год (Ленинград): Весенняя выставка произведений ленинградских художников 1969 года.
- 1972 год (Ленинград): Наш современник. Вторая выставка произведений ленинградских художников 1972 года.
- 1972 год (Ленинград): По Родной стране. Выставка произведений ленинградских художников 1972 года, посвящённая 50-летию образования СССР.
- 1973 год (Ленинград): Осенняя выставка произведений ленинградских художников 1973 года.
- 1975 год (Ленинград): Выставка произведений художников-женщин Ленинграда 1975 года.
- 1975 год (Ленинград): Наш современник. Зональная выставка произведений ленинградских художников 1975 года.
- 1976 год (Ленинград): Портрет современника. Пятая выставка произведений ленинградских художников 1976 года.
- 1976 год (Москва): Изобразительное искусство Ленинграда. Ретроспективная выставка произведений ленинградских художников.
- 1977 год (Ленинград): Выставка произведений ленинградских художников 1977 года, посвящённая 60-летию Великого Октября.
- 1978 год (Ленинград): Осенняя выставка произведений ленинградских художников 1978 года.
- 1980 год (Ленинград): Зональная выставка произведений ленинградских художников 1980 года.
- 1988 год (Ленинград): Выставка произведений живописи художников Российской Федерации «Интерьер и натюрморт».
- 1994 год (Санкт-Петербург): Выставка «Ленинградские художники. Живопись 1950-1980 годов» в залах Санкт-Петербургского Союза художников.
- 1994 год (Санкт-Петербург): Выставка «Этюд в творчестве ленинградских художников 1940-1980 годов» в Мемориальном музее Н. А. Некрасова.
- 1995 год (Санкт-Петербург): Выставка «Лирика в произведениях художников военного поколения. Живопись. Графика» в Мемориальном музее Н. А. Некрасова.
- 1996 год (Санкт-Петербург): Выставка «Живопись 1940-1990 годов. Ленинградская школа» в Мемориальном музее Н. А. Некрасова.
- 1997 год (Санкт-Петербург): Выставка «Натюрморт в живописи 1950-1990 годов. Ленинградская школа» в Мемориальном музее Н. А. Некрасова.
- 1997 год (Санкт-Петербург): Выставка «Связь времен. 1932—1997. Художники — члены Санкт-Петербургского Союза художников России. К 65-летию Санкт-Петербургского Союза художников» в ЦВЗ «Манеж».